# Amleto (Carmelo Bene)

Carmelo Bene

Amleto è un'opera teatrale di Carmelo Bene, andata in scena per la prima volta nel 1961 al Teatro Laboratorio di Roma. A questa prima edizione tutta shakespeariana seguiranno altre che saranno tutte rigorosamente "pervertite in Laforgue". 
- Quattro teatrali: 1967, 1974, 1987 e 1994 (Hamlet suite).
- Due televisive: Amleto (da Shakespeare a Laforgue), Hommelette for Hamlet
- Una cinematografica: Un Amleto di meno
- Una radiofonica: Amleto, da William Shakespeare

Per questi motivi è possibile associare al lavoro di Carmelo Bene su Amleto, le connotazioni di un vero e proprio progetto crossmediale, volto a creare un vero e proprio immaginario attraverso lo slittamento e la compenetrazione dei topoi di Amleto fra un medium e l'altro.

## Il primo Amleto
In merito al primo Amleto del 1961, al Teatro Laboratorio, Giuliana racconta dei critici inglesi, che venuti a vederlo, giudicarono questa interpretazione di Bene migliore di quella di Laurence Olivier e di John Gielgud, aggiungendo inoltre che Carmelo Bene aveva una cura maniacale anche nelle traduzioni eseguite dai testi originali, ognuna diversa a seconda dei personaggi. Da una recensione positiva fatta da Giordano Falzoni, iniziarono ad affluire al Teatro Laboratorio nomi di intellettuali di una certa rinomanza tra cui Alberto Moravia, Pier Paolo Pasolini, Elsa Morante, Ennio Flaiano, Angelo Maria Ripellino, Cesare Zavattini, Gianni Rodari, attori come Paola Borboni, Franca Valeri, e una volta anche il regista Federico Fellini. Per quanto riguarda la critica italiana, eccetto Ennio Flaiano, Sandro De Feo, Giordano Falzoni e pochi altri, era unanimemente ostile, sarcastica e addirittura offensiva nei confronti di Carmelo Bene.

### Edizioni degli Amleto di Carmelo Bene
Teatro
- Amleto, da William Shakespeare. Con R. B. Scerrino, C. Sonni, L. Mezzanotte. Roma, Teatro Laboratorio (1961).
- Amleto o le conseguenze della pietà filiale, da William Shakespeare e Jules Laforgue (II edizione). Con A. Bocchetta, P. Napolitano, P. Prete, A. Moroni, L. Mezzanotte, E. Florio, C. Tatò, L. Mancinelli, M. Puratich, M. Nevastri. Roma, Teatro Beat 72 (marzo 1967).
- Amleto, da William Shakespeare e Jules Laforgue (III edizione). Con A. Vincenti, L. Mezzanotte, L. Mancinelli, F. Leo, P. Baroni, B. Buccellato, M. N. de Cristofano, M. Fedele, M. A. Nobencourt, M. L. Serena, M. Tagliaferri, V. Venturini. Scene e costumi di Carmelo Bene. Prato, Teatro Metastasio (settembre 1974).
- Hommelette for Hamlet, operetta inqualificabile da Jules Laforgue (IV edizione). Con U. Trama, M. Polla De Luca, A, Brugnini, S. De Santis, O, Cattaneo, W. Esposito, F. Felici, L. Fiaschi, D. Riboli, A. Zuccolo. Musiche adattate e dirette da Luigi Zito. Scene e costumi di G. Marotta. Sculture: Gianni Gianese. Bari, Teatro Piccinni (10 novembre 1987).
- Hamlet suite, spettacolo concerto da Jules Laforgue (V edizione). Con M. Chiarabelli, P. Boschi. Arrangiamenti musicali: Carmelo Bene. Scene: Carmelo Bene. Costumi: L. Viglietti. Verona, Teatro Romano, XXXVI Festival Shakesperiano (21 luglio 1994).

Cinema
- Un Amleto di meno (1973), lungometraggio (70'). Con Carmelo Bene, Luciana Cante, Sergio di Giulio, Franco Leo, Lydia Mancinelli, Luigi Mezzanotte, Isabella Russo, Giuseppe Tuminelli, Alfiero Vincenti. Soggetto liberamente tratto da: Jules Laforgue, “Hamlet, ou les suites de le pitié filiale” (1877). Musiche: Musorgskij, 'Quadri di un'esposizione'; Rossini, 'La gazza ladra', 'Il turco in Italia', 'L'italiana in Algeri'; Stravinskij, 'L'histoire du soldat'; Wagner, 'Tannhauser'.

Televisione
- Amleto, di Carmelo Bene (da Shakespeare a Laforgue); regia, scene, costumi e interprete principale C.B.; direttore della fotografia G. Abballe; montaggio RVM G. Marguccio; musiche L. Zito; altri interpreti: A. Vincenti, J. P. Boucher, F. Leo, P. Baroni, L. Mezzanotte, D. Silverio, S. Javicoli, L. Bosisio, M. A. Nobencourt, L. Morante, L. Mancinelli, C. Cinieri; delegato alla produzione R. Carlotto; produzione RAI; durata 63'; registrato nel 1974[2], trasmesso il 22/4/1978, Rai 2.
- Hommelette for Hamlet, operetta inqualificabile (da Jules Laforgue); regia e interprete principale C.B.; scene e costumi G. Marotta; direttore della fotografia G. Abballe; musiche originali adattate e dirette da L. Zito; sculture G. Gianese; direttore di scena M. Contini; fonico mixer S. Santori; fonico recordista M. Corazzini; altri interpreti: il Re – U. Trama, Kate - Marina Polla De Luca, Orazio - A. Brugnini, Gertrude - S. De Santis, Will - V. Waiman, gli angeli – O. Cattaneo, W. Esposito, F. Felice, L. Fiaschi, D. Riboli, A. Zuccolo; produzione Nostra Signora S.r.l. – RAI; durata 62'; trasmesso il 25/11/1990, Rai 3.

Radiofonia
- Amleto; da Shakespeare e Laforgue, 1974.

Discografia
- Carmelo Bene in Hamlet suite – spettacolo-concerto; collage di testi e musiche di C.B.; interprete principale C.B.; Kate-Ofelia: M. Chiarabelli, P. Boschi; mixer P. Lovat; assistente L. Viglietti; produzione a cura di M. Bavera; registrato al Teatro Morlacchi di Perugia il 25 novembre 1994, Nostra Signora S.r.l.